# Super League (Schweiz)
Die Super League (gegenwärtig unter dem Sponsoringnamen Brack Super League, kurz BSL) ist die höchste Spielklasse im schweizerischen Männerfussball.
Die Super League wird seit 2023/24 in einem zweistufigen Modus ausgetragen. In den ersten 33 Runden treten die zwölf Mannschaften drei Mal gegeneinander an. Für die letzten fünf Runden wird die Tabelle in der Mitte geteilt und die Klubs auf den Rängen 1 bis 6 und 7 bis 12 treffen erneut einmal aufeinander, was 38 Runden ergibt. Der Sieger der oberen Tabellenhälfte ist Schweizer Fussballmeister, die weiteren Klubs spielen die Startplätze in den europäischen Wettbewerben aus. In der unteren Hälfte steigt der Klub auf Rang 12 direkt in die Challenge League ab, der auf Rang 11 bestreitet die Barrage gegen den 2. der Challenge League.
Die 129. Spielzeit, die Saison 2025/26 startet am 25. Juli 2025. Meister der Saison 2024/25 und somit Titelverteidiger ist der FC Basel 1893.
Ab der Saison 2025/26 trägt sie den Namen des Sponsors Brack. Teilweise wird in den öffentlich-rechtlichen Schweizer Medien (Radio/Fernsehen) der Sponsor nicht genannt und nur von Super League gesprochen.

## Geschichte

### Ruinart-Cup (1897/98)
Hauptartikel: Schweizer Fussballmeisterschaft 1897/98
Als die erste Schweizer Meisterschaft gilt die 1897/98 ausgetragene Meisterschaft um den Ruinart-Cup. Der Sieger der durch die Genfer Zeitung La Suisse sportive organisierte Meisterschaft um den Ruinart-Cup war der Grasshopper Club Zürich. Beim SFV wird diese Meisterschaft als «inoffiziell» aufgeführt.

### Serie A (1898/99–1929/30)
1898/99 organisierte der SFV seine eigene Meisterschaft. Gewonnen wurde diese vom Anglo-American Club Zürich. Der Ruinart-Cup wurde auch in jener Saison vergeben, diese gewann Cantonal Lausanne. In der Folgesaison wurde aus dem Ruinart-Pokal die Serie B.
Der Schweizer Meister wurde in einer Finalrunde der regionalen Meister der Gruppen Ost, West und seit 1901/02 auch Zentral ausgespielt.

### 1. Liga (1930/31)
1930/31 wurde die höchste Liga als 1. Liga bezeichnet, sie wurde wie bis anhin in drei Gruppen ausgetragen und in einer folgenden Finalrunde durchgeführt.

### Nationalliga (1931/32–1943/44)
Die Nationalliga wurde zum ersten Mal im Jahre 1931/32 als Nachfolgerin der alten Serie A ausgetragen, Hintergrund war die Einführung des Professionalismus. In den beiden Übergangsmeisterschaften 1931/32 und 1932/33 kam daher noch weiterhin die Finalrunde zur Siegerermittlung zum Einsatz, für die der Meister der zweiten Spielklasse, anno dazumal noch die 1. Liga, ebenfalls qualifiziert war. 1931/32 gelang Lausanne-Sports das Kunststück, als Teilnehmer der zweithöchsten Spielklasse Meister zu werden. Der erste Meister in der eingleisigen Nationalliga wurde Servette FC in der Saison 1933/34.

### Nationalliga A (1944/45–2002/03)
1944/45 wurde die Nationalliga in eine Nationalliga A und eine Nationalliga B aufgeteilt.
Während der nächsten Jahrzehnte wechselte die Liga mehrmals die Anzahl zugelassener Mannschaften und die Modi. In den Jahren vor der Reform 2003 wurde die Liga nach dem Grunddurchgang oftmals in zwei Gruppen, Final- resp. Auf-/Abstiegsrunde genannt, eingeteilt. Während die Spitzenmannschaften um die Meisterschaft und die internationalen Plätze kämpften, spielten die schwächeren Vereine zusammen mit den besten Mannschaften der zweiten Liga, der damaligen Nationalliga B, um den Auf- resp. Abstieg.
Von 1948 bis 1957 existierte neben der Nationalliga des Schweizerischen Fussballverbandes eine Fussball-Landesliga im Schweizerischen Arbeiter-Turn- und Sportverband (SATUS).

### Super League (seit 2003/04)

#### Ligareform 2003

Logo der Axpo Super League von 2003 bis 2012

Aufgrund des vorhergehenden Modus, der als zu kompliziert empfunden wurde, wurde die Liga auf die Saison 2003/04 hin reformiert, was auch eine Namensänderung mit sich brachte. Erstmals erhielt die höchste Spielklasse nun einen Titelsponsor. Als weiteren Schritt reduzierte man die Liga von zwölf auf zehn Mannschaften. Die Vereine mussten sich zudem verpflichten, bis ins Jahr 2010 die Baubewilligung zum Bau eines modernen Stadions zu erhalten. Theoretisch droht Vereinen ein Zwangsabstieg, wenn sie dieses Kriterium nicht erfüllen würden, jedoch wurden seitens der Swiss Football League Aufschübe gewährt. Neuaufsteiger erhalten die Bewilligung für die oberste Liga in der Regel nur dann, wenn ihr Stadion entweder den Anforderungen entspricht oder das Stadion umgebaut werden kann.

#### Reformvorschläge 2009
Nach der Ligareform im Jahre 2003 waren Anfang 2008 Überlegungen im Gange, die Liga wieder auf zwölf Mannschaften zu vergrössern und die Wiedereinführung des «Strichs» umzusetzen.
Mit dem «Strich» wird in der Schweiz umgangssprachlich der Modus bezeichnet, der nach der Vorrunde die Schaffung einer Auf-/Abstiegsrunde vorsieht. In diesem Fall würden bei einer 12er-Liga nur noch die acht besten Teams der Vorrunde um den Meistertitel in der Super League kämpfen. Die restlichen vier Mannschaften müssten in der Rückrunde gegen die vier besten Teams der Challenge-League-Vorrunde antreten und dort um Ligaerhalt oder Abstieg spielen.
Im Juni 2009 beschlossen die Clubs der Swiss Football League (SFL) in einer ausserordentlichen Generalversammlung in Bern, die Super League wieder auf zwölf Mannschaften aufzustocken; eine Arbeitsgruppe sollte bis im November 2009 Details über die Zeit und den Modus der Einführung ausarbeiten. An der Generalversammlung im November 2009 wurde der Vorschlag jedoch wieder verworfen.

#### Abschaffung der Barrage 2012/13
Die 2003 eingeführte Barrage des Zweitletzten gegen den Zweiten der Challenge League entfiel mit einer Modusänderung zur Saison 2012/13.

#### Reformvorschläge 2017/18 und Wiedereinführung der Barrage per 2018/19
Auch im Oktober 2017 wurde wieder intensiv über eine Modusänderung sowie eine Aufstockung der Liga auf 12 oder 14 Mannschaften nachgedacht. Eine Analyse durch die Swiss Football League ergab, dass die Schweiz ein Potential von maximal 12 Mannschaften in der höchsten Liga hat. Mit der holländischen Firma Hypercube wurde ein Modus mit 12 Mannschaften geprüft. Doch der gedrängte Spieltagskalender vor Weihnachten und der frühe Abstiegskampf schreckten die Swiss Football League von der Reform ab. Auch die Rückkehr zur Barrage zwischen dem Zweiten der Challenge League und dem Zweitletzten der Super League wurde mit 10:10 Stimmen abgelehnt. Sie hätte eine Zweidrittel-Mehrheit benötigt. Im Mai 2018 wurde nur ein halbes Jahr später die Barrage doch noch mit 16:4 Stimmen wieder eingeführt. Die Modusänderung trat bereits für die Saison 2018/19 in Kraft.

#### Aufstockung auf 12 Mannschaften ab Saison 2023/24

Logo der Credit Suisse Super League von 2021 bis 2025

Am 20. Mai 2022 beschloss die Swiss Football League, die Anzahl Mannschaften auf die Saison 2023/24 von 10 auf 12 aufzustocken. Gespielt wird in einem Modus vergleichbar mit demjenigen der schottischen Premiership. Dabei wird nach 33 Spieltagen die Liga in zwei Hälften geteilt; je eine Hälfte trägt dann unter sich noch fünf Spieltage aus.

#### Titelsponsoren
Von 2003 bis 2012 war die Axpo Holding Titelsponsor der Liga, weshalb diese währenddessen offiziell Axpo Super League hiess. Ab der Spielzeit 2012/13 hiess die Liga, benannt nach dem damaligen Titelsponsor Raiffeisen Schweiz, Raiffeisen Super League. In den Saisons 2021/22 bis 2024/25 war Credit Suisse Titelsponsorin der Super League, folglich Credit Suisse Super League. Nach erfolgter Fusion der Credit Suisse mit der UBS wurde der Titel Credit Suisse Super League wegen des laufenden Vertrags für die Saison 2024/25 noch beibehalten. Seit der Saison 2025/26 ist Brack der neue Titelsponsor der Super League und die Meisterschaft heisst für mindestens fünf Jahre Brack Super League.

## Zweck
Die Super League dient der Ermittlung des Schweizer Fussballmeisters. Der Tabellenerste nach Abschluss einer Saison erhält den Titel Schweizer Fussballmeister. Da die Vereine aus dem Fürstentum Liechtenstein mangels eigenen Ligabetriebs im Schweizer Ligenverband mitspielen, gibt es eine Sonderregel, die den Titel ausschliesslich Schweizer Mannschaften zuschreibt, selbst wenn ein Verein aus Liechtenstein die Saison auf Platz eins der Tabelle abschliessen sollte. In einer befristeten Zusatzvereinbarung geloben die Vereine des Nachbarlandes zudem, auf sämtliche Startplätze in europäischen Wettbewerben zu verzichten, falls sie diese durch sportliche Erfolge erreichen sollten. Somit sind die Schweizer Startplätze in Champions League, Europa League und Conference League tatsächlich ausschliesslich Vereinen aus der Schweiz vorbehalten. Neben der Ermittlung des Schweizer Fussballmeisters werden die Startplätze für die Champions League, die Europa League und die Conference League bzw. deren Qualifikationsrunden ermittelt.

## Spielmodus
Seit der Saison 1995/96 gilt die Drei-Punkte-Regel: Es werden für einen Sieg drei Punkte, für ein Unentschieden ein Punkt und für eine Niederlage null Punkte vergeben.

### 2003/04 bis 2022/23
Alle Vereine der Liga spielten zwischen 2003/04 und 2022/23 viermal gegeneinander, je zweimal im eigenen und zweimal im gegnerischen Stadion. Der Spielplan wurde dabei für die ganze Saison (36 Runden) erstellt. Die Ansetzung der definitiven Anspielzeiten pro Runde erfolgte in vier Tranchen (Runden 1–9, 10–18, 19–27, 28–36), jeweils mindestens 30 Tage vor dem ersten Spiel des entsprechenden Viertels.
Die beste Schweizer Mannschaft nach 36 Runden wurde Schweizer Meister. Der letztklassierte Verein stieg in die Challenge League ab (ausser in der Saison 2022/23). Bis zur Saison 2011/12 und ab der Saison 2018/19 gab es eine Barrage für die Mannschaft auf Rang 9 (2022/23: Rang 10) der Super League und der auf Rang 2 (2022/23: Rang 3) der Challenge League, der Sieger der Barrage verbleibt in der Super League bzw. steigt in die Super League auf.

#### Punktgleichstand
Bei Punktegleichstand zweier Mannschaften waren die nachfolgenden Kriterien in absteigender Reihenfolge massgebend:
1. die bessere Tordifferenz in allen Spielen
2. die grössere Zahl der erzielten Tore in allen Spielen
3. die Tordifferenz aus den direkten Begegnungen der punktgleichen Mannschaften
4. die grössere Zahl der auswärts erzielten Tore in allen Spielen
5. das Los

Festgelegt im Reglement für den Spielbetrieb der SFL (Swiss Football League), Art. 5.1 (Stand: 2022).

#### Sportliche Qualifikation
Je nach Platzierung in der 5-Jahres-Wertung konnten vier oder fünf Mannschaften an internationalen Wettbewerben teilnehmen (ohne UI-Cup). Die Zusammensetzung war wie folgt (liechtensteinische Mannschaften galten hierbei nicht als teilnahmeberechtigt):
- Der Meister, teils auch der Vizemeister, nahm an der Qualifikation zur UEFA Champions League teil oder stieg direkt dort ein.

- Der Cupsieger nahm an der Qualifikation zum UEFA-Cup (bis 2008/09) bzw. der UEFA Europa League (ab 2009/10) teil.

- Der 2., 3. oder der 4. (je nach Platzierung in der 5-Jahres-Wertung) startete in einer bestimmten Qualifikationsphase bzw. direkt dem UEFA-Cup (bis 2008/09), der UEFA Europa League (ab 2009/10) bzw. der UEFA Europa Conference League (ab 2021/22).

- Hat sich der Cupsieger über die Liga für die Champions League bzw. Europa League qualifiziert, fiel der für diesen Platz angedachte UEFA-Cup-, Europe-League-Platz bzw. der Conference-League-Platz an den nächstplatzierten.

- 9. Platz (2022/23: 10. Platz): Barrage-Spiel gegen den Zweiten der Challenge League (2003/04-2011/12 sowie 2018/19-2021/22).

- 10. Platz: Abstieg in die Challenge League (ausser 2022/23).

### Seit 2023/24
Die Super League ist in zwei Phasen geteilt.
Die erste Phase dauert 33 Runden, wobei jede Mannschaft drei Mal gegen jeden Gegner spielt; jede Mannschaft kommt auf 16 oder 17 Heimspiele. Die besten sechs Mannschaften der ersten Phase kommen in die Championship Group, die anderen sechs Teams in die Relegation Group.
In dieser zweiten Phase werden die Punkte der ersten Phase mitgenommen. Die Mannschaften der Championship Group und der Relegation Group spielen unter sich einmal jeder gegen jeden. Somit kommt jede Mannschaft auf insgesamt 38 Spiele. Der Sieger der Championship Group wird Schweizer Fussballmeister, dahinter werden gemäss der Platzierung in der Fünfjahreswertung der UEFA die Startplätze in den europäischen Wettbewerben vergeben. Der letzte der Relegation Group steigt ab, der zweitletzte bestreitet die Barrage gegen den Zweiten der Challenge League.

## Mannschaften
| Basel |

| Bern |

| Lancy |

| Lugano |

| Luzern |

| Zürich (GC, FCZ) |

| St. Gallen |

| Neuchâtel (YS FC) |

| Lausanne-Tuilière |

| Winterthur |

| Sion |

In der Saison 2024/25 bilden die zwölf folgenden Vereine die Super League:
|                         | Team                    | Stadion               | Kapazität | Klassierung Saison 2023/24 |
| ----------------------- | ----------------------- | --------------------- | --------- | -------------------------- |
| BSC Young Boys          | BSC Young Boys          | Stadion Wankdorf      | 31'789    | 1.                         |
| FC Lugano               | FC Lugano               | Stadio di Cornaredo   | 06'330    | 2.                         |
| Servette FC             | Servette FC             | Stade de Genève       | 30'084    | 3.                         |
| FC St. Gallen           | FC St. Gallen           | Kybunpark             | 20'660    | 4.                         |
| FC Winterthur           | FC Winterthur           | Stadion Schützenwiese | 8'700     | 5.                         |
| FC Zürich               | FC Zürich               | Letzigrund            | 26'104    | 6.                         |
| FC Luzern               | FC Luzern               | Swissporarena         | 16'490    | 7.                         |
| Lausanne-Sport          | FC Lausanne-Sport       | Stade de la Tuilière  | 12'544    | 8.                         |
| FC Basel                | FC Basel                | St. Jakob-Park        | 38'512    | 9.                         |
| Yverdon-Sport           | Yverdon Sport FC        | Stade de la Maladière | 12'500    | 10.                        |
| Grasshopper Club Zürich | Grasshopper Club Zürich | Letzigrund            | 26'104    | 11.                        |
| FC Sion                 | FC Sion                 | Stade de Tourbillon   | 13'509    | 1. Challenge League        |

## Die Schweizer Meister
Seit 1897 wird der Titel des Schweizer Meisters vergeben. Dies geschah in allen Jahren mit Ausnahme der Spielzeit 1922/23, da der erstklassierte FC Bern einen unerlaubten Spieler eingesetzt hatte. Erster Schweizer Meister wurden die Zürcher Grasshoppers, die bisher 27 Meistertitel gewonnen haben, und sich daher Rekordmeister der Super League nennen dürfen. Bis heute gewannen 19 verschiedene Mannschaften die Schweizer Meisterschaft.
Dank ihren Erfolgen dürfen manche Vereine sogenannte Meistersterne in ihrem Vereinswappen tragen. Für zehn Meistertitel dürfen die Vereine je einen Stern tragen. Auf der folgenden Liste sind bei gleicher Anzahl der Meistertitel immer diejenigen Vereine zuerst aufgelistet, die den letzten Titel als erste gewannen.
| Rang | Verein                                            | Meister-Titel | Zuletzt | Meistersterne |
| ---- | ------------------------------------------------- | ------------- | ------- | ------------- |
| 01.  | Grasshopper Club Zürich                           | 27            | 2003    | 2             |
| 02.  | FC Basel                                          | 21            | 2025    | 2             |
| 03.  | Servette Genf                                     | 17            | 1999    | 1             |
|      | BSC Young Boys                                    | 17            | 2024    | 1             |
| 05.  | FC Zürich                                         | 13            | 2022    | 1             |
| 06.  | FC Montriond-Lausanne / Lausanne-Sports           | 07            | 1965    | –             |
| 07.  | FC Winterthur / Vereinigte FC Winterthur-Veltheim | 03            | 1917    | –             |
|      | FC Lugano                                         | 03            | 1949    | –             |
|      | FC La Chaux-de-Fonds                              | 03            | 1964    | –             |
|      | Cantonal Neuchâtel / Neuchâtel Xamax              | 03            | 1988    | –             |
|      | FC Aarau                                          | 03            | 1993    | –             |
| 12.  | FC Sion                                           | 02            | 1997    | –             |
|      | FC St. Gallen                                     | 02            | 2000    | –             |
| 14.  | Anglo-American Club Zürich                        | 01            | 1899    | –             |
|      | SC Brühl St. Gallen                               | 01            | 1915    | –             |
|      | FC Étoile                                         | 01            | 1919    | –             |
|      | FC Biel-Bienne                                    | 01            | 1947    | –             |
|      | AC Bellinzona                                     | 01            | 1948    | –             |
|      | FC Luzern                                         | 01            | 1989    | –             |

Stand: 2024

## Ewige Tabelle
Derzeit auf Platz 1 der ewigen Tabelle liegt der Grasshopper Club Zürich vor dem BSC Young Boys. Insgesamt 72 Teams durften bisher in der höchsten Schweizer Spielklasse seit 1897 auflaufen. Dies ergab nach der Saison 2020/2021 42'190 Partien aller erstklassigen Teams (inkl. Abstiegs- und Entscheidungsspiele), bei denen insgesamt 73'679 Tore fielen.

## UEFA-Fünfjahreswertung
Platzierung in der UEFA-Fünfjahreswertung:
(in Klammern die Vorjahresplatzierung). Die Kürzel CL, EL und CO hinter den Länderkoeffizienten geben die Anzahl der Vertreter in der Saison 2026/27 der Champions League, der Europa League sowie der Conference League an.
- 15.  (21)  Polen (Liga, Cup) – Koeffizient: 35.000 – CL: 2, EL: 1, CO: 2
- 16.  (16)  Dänemark (Liga, Cup) – Koeffizient: 33.981 – CL: 1, EL: 1, CO: 2
- 17.  (12)  Schweiz (Liga, Cup) – Koeffizient: 33.625 – CL: 1, EL: 1, CO: 2
- 18.  (17)  Israel (Liga, Cup) – Koeffizient: 31.625 – CL: 1, EL: 1, CO: 2
- 19.  (23)  Zypern (Liga, Cup) – Koeffizient: 27.537 – CL: 1, EL: 1, CO: 2

Stand: Ende der Europacupsaison 2024/25

## Zuschauer
In der Saison 2024/25 betrug die durchschnittliche Zuschauerzahl laut sfl.ch in den 228 Meisterschaftsspielen der Super League 12'314 Personen pro Spiel. Den höchsten Zuschauerschnitt der Liga bei Heimspielen wiesen die Young Boys Bern (28'482) und der FC Basel (26'141) auf, die jedoch nicht an die 29'775 Zuschauer im Durchschnitt der Saison 2011/12 im Basler St. Jakob-Park heranreichen. In der Saison 2019/20 war der Durchschnitt aufgrund der COVID-19-Pandemie-Beschränkungen auf 7'469, in der folgenden Saison sogar auf 358 Zuschauer gefallen. Die offiziellen Zahlen stammen von sfl.ch.
| Saison  | Anzahl Spiele | Anzahl Zuschauer | Zuschauer pro Spiel |
| ------- | ------------- | ---------------- | ------------------- |
| 1979/80 | 182           | 1'039'850        | 5'713–              |
| 1989/90 | 132           | 961'850          | 7'287               |
| 1999/00 | 132           | 756'571          | 5'732               |
| 2003/04 | 180           | 1'618'345        | 8'991               |
| 2004/05 | 162           | 1'345'436        | 8'311               |
| 2005/06 | 180           | 1'438'824        | 7'993               |
| 2006/07 | 180           | 1'749'805        | 9'721               |
| 2007/08 | 180           | 1'964'993        | 10'917              |
| 2008/09 | 180           | 1'614'089        | 8'967               |
| 2009/10 | 180           | 1'990'643        | 11'059              |
| 2010/11 | 180           | 2'045'762        | 11'365              |
| 2011/12 | 162           | 1'985'055        | 12'253              |
| 2012/13 | 180           | 2'163'354        | 12'019              |
| 2013/14 | 180           | 1'938'985        | 10'772              |
| 2014/15 | 180           | 1'956'021        | 10'867              |
| 2015/16 | 180           | 1'935'190        | 10'751              |
| 2016/17 | 180           | 1'789'873        | 9'944               |
| 2017/18 | 180           | 2'012'599        | 11'181              |
| 2018/19 | 180           | 2'029'176        | 11'273              |
| 2019/20 | 180           | 1'341'638        | 7'454               |
| 2020/21 | 180           | 64'273           | 357                 |
| 2021/22 | 180           | 2'049'802        | 11'388              |
| 2022/23 | 180           | 2'370'901        | 13'172              |
| 2023/24 | 228           | 2'562'789        | 11'340              |
| 2024/25 | 228           | 2'807'705        | 12'314              |